# Amphisbetetus affinis
Amphisbetetus affinis là một loài ruồi trong họ Asilidae. Amphisbetetus affinis được Hermann miêu tả năm 1906. Loài này phân bố ở vùng Cổ Bắc giới.